# Hundsläde

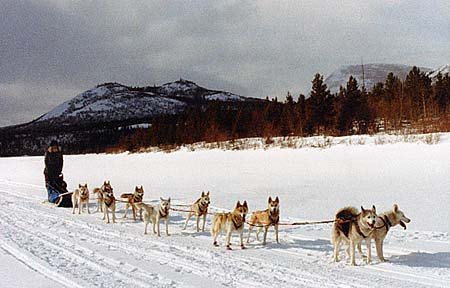
Slädhundar med släde

En hundsläde används för att transportera människor och varor från ett ställe till ett annat. Släden dras av slädhundar och är vanligtvis utrustad med broms, som trycks ner av föraren med hjälp av foten, och ofta utrustad med en säck för förvaring. 